# 赤羽信久
赤羽 信久（あかばね のぶひさ、1928年 <昭和3年> 6月14日 - 2008年 <平成20年> 5月12日）は、日本の通商産業技官。科学技術庁原子力安全局長や、科学審議官、新技術開発事業団理事長などを歴任した。

## 人物・経歴
東京出身。1953年東京工業大学（のちの東京科学大学）化学科卒業、通商産業省入省。科学技術庁長官官房総務課長補佐を経て、1968年科学技術庁原子力局放射能課長。1970年工業技術院標準部繊維化学規格課長。1971年科学技術庁原子力局核燃料課長。
1973年通商産業省基礎産業局化学製品課長。1974年通商産業省大阪通商産業局通商部長。1975年工業技術院総務部研究業務課長。1977年科学技術庁長官官房参事官。1979年通商産業省基礎産業局アルコール事業部長。1980年科学技術庁原子力安全局長。1983年科学技術庁計画局長。1984年科学審議官。
1986年新技術開発事業団理事長、新技術振興渡辺記念会理事。1987年東京応化科学技術振興財団理事。2002年勲二等瑞宝章受章。科学技術交流センター監事在任中の2008年、膵臓がんのため死去し、正四位に叙された。

## 著書
- 『高分子化学』経済往来社 1960年

## 脚註
1. ↑  文化人名録 昭和42年版(13版) 図書 日本著作権協議会 編 日本著作権協議会, 1951-[19--]
2. ↑  官界通信 : 政策評価・人事政策等行政・人事情報紙 (1726) 雑誌 (官界通信社, 1986-03)
3. ↑  高分子化学 (新産業全書 ; 第5巻) 図書 赤羽信久, 小久保肇 著 経済往来社, 1960
4. ↑  官報昭和43年本紙第12351号 16頁昭和43年本紙第12351号 16頁
5. ↑  官報昭和45年本紙第13021号 14頁
6. ↑  官報昭和46年本紙第13449号 15頁
7. ↑  官報昭和48年本紙第13975号 6頁
8. ↑  官報昭和49年本紙第14252号 8頁
9. ↑  官報昭和50年本紙第14613号 11頁
10. ↑  官報昭和52年本紙第15143号 10頁
11. ↑  官報昭和54年本紙第15738号 12頁
12. ↑  官報昭和55年本紙第16040号 11頁
13. ↑  官報昭和58年本紙第16915号 13頁
14. ↑  官報昭和59年本紙第17303号 10頁
15. ↑  官報昭和61年本紙第17851号 8頁
16. ↑  3.5 歴代の理事長・理事・監事・顧問・事務局長創立35周年記念誌
17. ↑  役員･評議員在任歴 昭和62年6月∼
18. ↑  官報平成14年号外第89号 65頁
19. ↑  当会顧問　赤羽　信久氏　永眠
20. ↑  赤羽信久 元科学審議官が死去[原子力産業新聞] 2008年5月22日 第2429号 ＜2面＞
21. ↑  【おくやみ】赤羽信久氏（科学技術国際交流センター監事）死去日刊工業新聞(2008/5/15 05:00
22. ↑  官報平成20年本紙第4850号 9頁